# Optasia Championships
Le tournoi Channel VAS Championships est un tournoi de squash qui se tient en octobre à Weybridge. Après deux années d'interruption , il est à nouveau organisé sous le nom de Optasia Championships.

## Palmarès

### Hommes
| Année | Champion            | Finaliste           | Score en finale                         |
| ----- | ------------------- | ------------------- | --------------------------------------- |
| 2025  | Mostafa Asal        | Paul Coll           | 11-4, 11-4, 11-8 (54 min)               |
| 2024  | Paul Coll           | Ali Farag           | 8-11, 2-11, 12-10, 12-10, 11-9 (91 min) |
| 2023  | Karim Abdel Gawad   | Youssef Soliman     | 4-11, 11-8, 11-8, 13-11 (34 min)        |
| 2022  | Ali Farag           | Diego Elías         | 4-11, 11-8, 11-8, 13-11 (53 min)        |
| 2021  | Pas de compétition  | Pas de compétition  | Pas de compétition                      |
| 2020  | Pas de compétition  | Pas de compétition  | Pas de compétition                      |
| 2019  | Karim Abdel Gawad   | Mohamed El Shorbagy | 8-11, 11-3, 11-1, 10-12, 11-6 (90 min)  |
| 2018  | Tarek Momen         | Ali Farag           | 8-11, 11-8, 7-11, 11-5, 11-9 (87 min)   |
| 2017  | Mohamed El Shorbagy | Ali Farag           | 6-11, 11-9, 11-5, 12-10 (61 min)        |
| 2016  | Paul Coll           | Tarek Momen         | 11-7, 12-10, 11-4 (56 min)              |

### Femmes
| Année | Champion         | Finaliste        | Score en finale           |
| ----- | ---------------- | ---------------- | ------------------------- |
| 2025  | Hania El Hammamy | Georgina Kennedy | 11-9, 11-2, 11-2 (35 min) |
| 2024  | Satomi Watanabe  | Nele Gilis       | 11-9, 11-8, 11-6 (46 min) |